# 九连山角蟾
九连山角蟾（学名：Boulenophrys jiulianensis），一种于中华人民共和国江西省赣州市龙南县九连山（模式产地）和广东省惠州市龙门县南昆山发现的两栖动物，隶属于角蟾科布角蟾属。其种加词“jiulianensis”意为“九连山的”。

## 形态特征
九连山角蟾体小而修长，雄蟾体长30.4～33.9毫米，雌蟾体长34.1～37.5毫米。体背颜色变异可由米黄色过渡到红棕色，眼间有一个镂空的三角形黑色斑块，躯干背面正中间有一个正方形的黑斑。

## 保护
本种于2023年被收录入《有重要生态、科学、社会价值的陆生野生动物名录》。